# Naqsch-e Radschab
Koordinaten: 29° 59′ 35″ N, 52° 53′ 13″ O

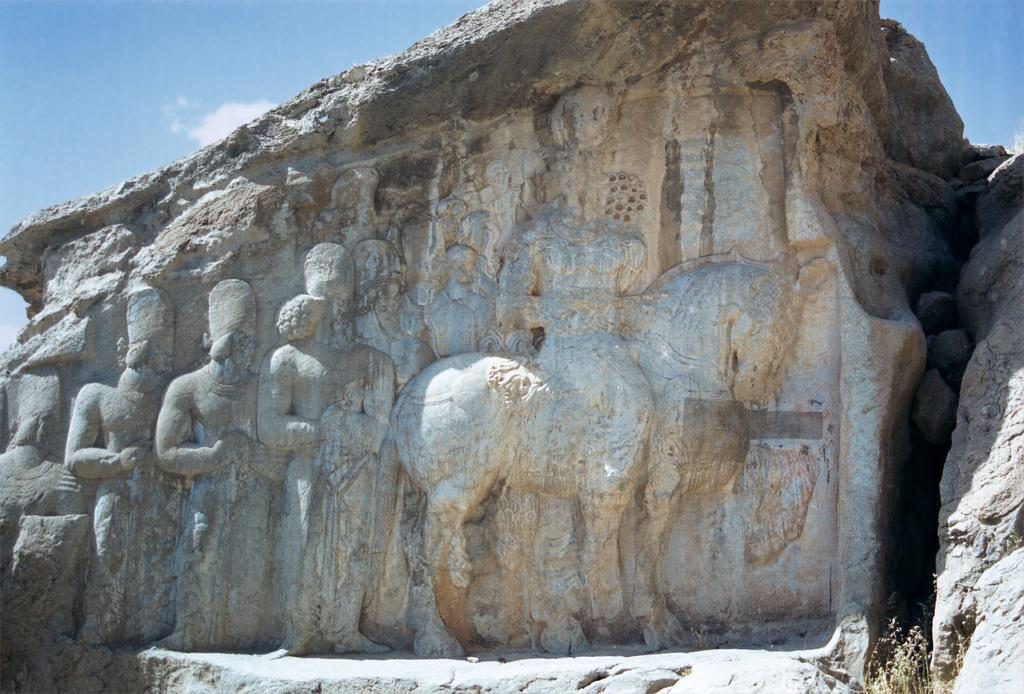
Parade Schapur I.

In Naqsch-e Radschab befinden sich vier Reliefs aus früher sassanidischer Zeit. Es liegt etwa 3 Kilometer nördlich von Persepolis in der iranischen Provinz Fars.
Abgebildet sind die sassanidischen Könige Ardaschir I. und Schapur I., des Weiteren der zarathustrische Priester Kartir. Zwei Reliefs stammen von Schapur und jeweils eins von Ardaschir und Kartir. Das Relief von Ardaschir zeigt ihn und die Gottheit Ahura Mazda, die ihm den Ring der Macht übergibt. Schapur ist reitend abgebildet und empfängt ebenfalls den Ring der Macht vom reitenden Ahura Mazda, dieses Relief ist fast identisch mit dem von Ardaschir in Naqsch-e Rostam. Das zweite zeigt ihn reitend, gefolgt von neun Adligen seines Reiches, darunter sein Sohn Hormizd I.